# Donald A. MacKenzie
Pour les articles homonymes, voir Donald Mackenzie (homonymie) et Mackenzie.
Donald A. MacKenzie, né le 5 mai 1950, est un sociologue britannique. Il est professeur de sociologie à l'université d'Édimbourg.
Ses travaux constituent une contribution importante au domaine des Science, Technologie et Société. Il est par ailleurs l'initiateur du courant des Social Studies of Finance (études sociales des finances). Ses recherches portent principalement sur l'histoire des statistiques, de l'eugénisme, des armes nucléaires, de l'informatique et, depuis le milieu des années 2000, de la finance.

## Prix et distinctions
MacKenzie reçoit le Robert K. Merton Award de l'American Sociological Association en 1993.
En août 2006, il a reçu le Chancellor's Award par le prince Philip Mountbatten, duc d'Édimbourg et chancelier de l'université d'Édimbourg  pour ses contributions dans le domaine des Science and Technology Studies (STS).
En 2022 il est lauréat de la médaille Léonard-de-Vinci décernée par la Society for the History of Technology (en).

## Publications
- (en) Statistics in Britain, 1865-1930: the social construction of scientific knowledge (1981)
- (en) avec Judy Wajcman (éd.) The social shaping of technology (1985)
- (en) Inventing accuracy: a historical sociology of nuclear missile guidance  (1990) (Prix Ludwik Fleck, de la Society for Social Studies of Science)
- (en) Knowing machines: essays on technical change (1996)
- (en) Mechanizing proof: computing, risk, and trust (2001)
- (en) An engine, not a camera (2006)